# Еміль Раковіце
Еміль Раковіце (рум. Emil Racoviţă; 15 листопада 1868, Ясси — 17 листопада 1947, Клуж-Напока) — румунський біолог, зоолог, ботанік і спелеолог. Доктор наук. Президент Румунської Академії (1926-1929). Дослідник Антарктиди.

## Життєпис
Нащадок відомого волоського боярського роду Раковиці, що правили в Молдові в XVIII столітті.
До 1889 року вивчав право в Паризькому університеті. Ще в студентські роки захопився природничими науками, зокрема, океанографією, в 1891 році отримав ступінь бакалавра. Провів ряд досліджень в лабораторії в Баніюль-сюр-Мер (Франція). Під керівництвом професора зоолога Ф. Лаказ-Дютье підготував дисертацію і в 1896 році йому присуджено ступінь доктора природничих наук.
У 1897-1899 роках брав участь в організованій Бельгійським королівським географічним товариством Антарктичній експедиції Адрієна де Жерлаша. Разом з ним до складу експедиції на судні «Бельжика» входили Руал Амундсен, Генрик Арцтовський, Антоні Добровольський і Фредерік Кук. Під час експедиції, що тривала до 1899 року, була проведена перша зимівля в Антарктиці, де він проводив інтенсивні дослідження океанічної фауни.
Після повернення з експедиції продовжував працювати в Баніюль-сюр-Мері, став наступником професора Ф. Лаказ-Дютье на посаді завідувача лабораторією.
У 1907 році опублікував свою працю «Essai sur les problemes biospeologiques», що вважається першою роботою, присвяченою біоспелеології, науці про фауну печер. Згодом Раковіце створив першу підземну біологічну лабораторію і організував роботу по біоспелеології.
У 1920 році повернувся до Румунії і очолив кафедру зоології в університеті Клуж-Напока, де створив перший в світі інститут спелеології. Його заступником став Рене Жаннель.
У 1922-1926 роках обирався в сенат Румунії. У 1926-1929 — Президент Румунської Академії.
У 1929-1930 роках — ректор університету Клуж-Напока. Автор цілої низки наукових робіт в області біоспелеології.
Був членом багатьох наукових товариств, входив до складу редакцій наукових журналів. Раковіце керував Інститутом спелеології з 1920 року до своєї смерті в 1947 році.

## Вибрані праці
- Cétacés (1903);
- Essai sur les problèmes biospéologiques (1907);
- Enumérations de grottes visitées (1907—1929);
- La Spéologie. Une science nouvelle des anciens mystères souterrains (1927);
- L’évolution et ses problèmes (1929).

## Галерея

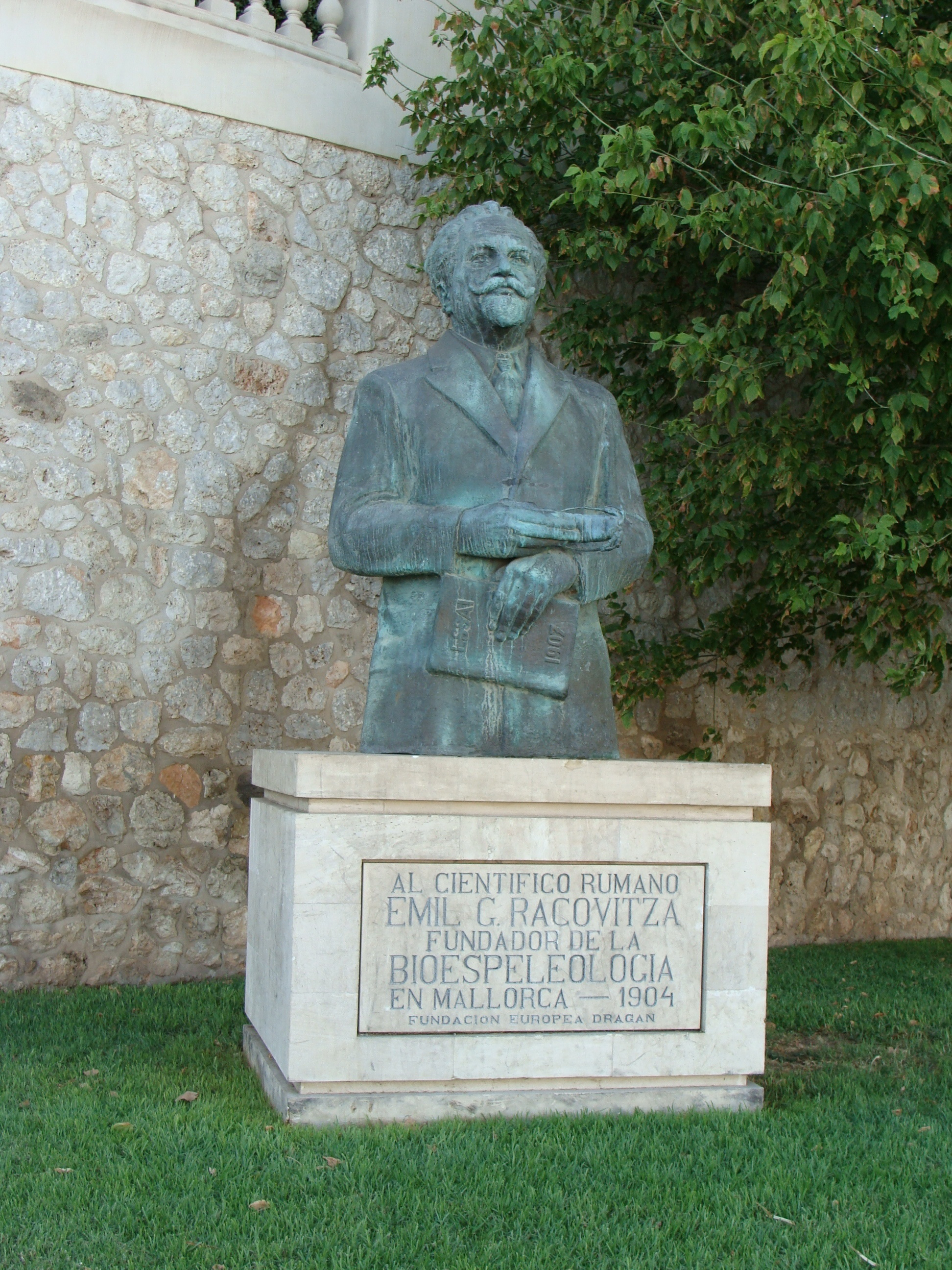
Пам'ятник Раковіце на острові Мальорка
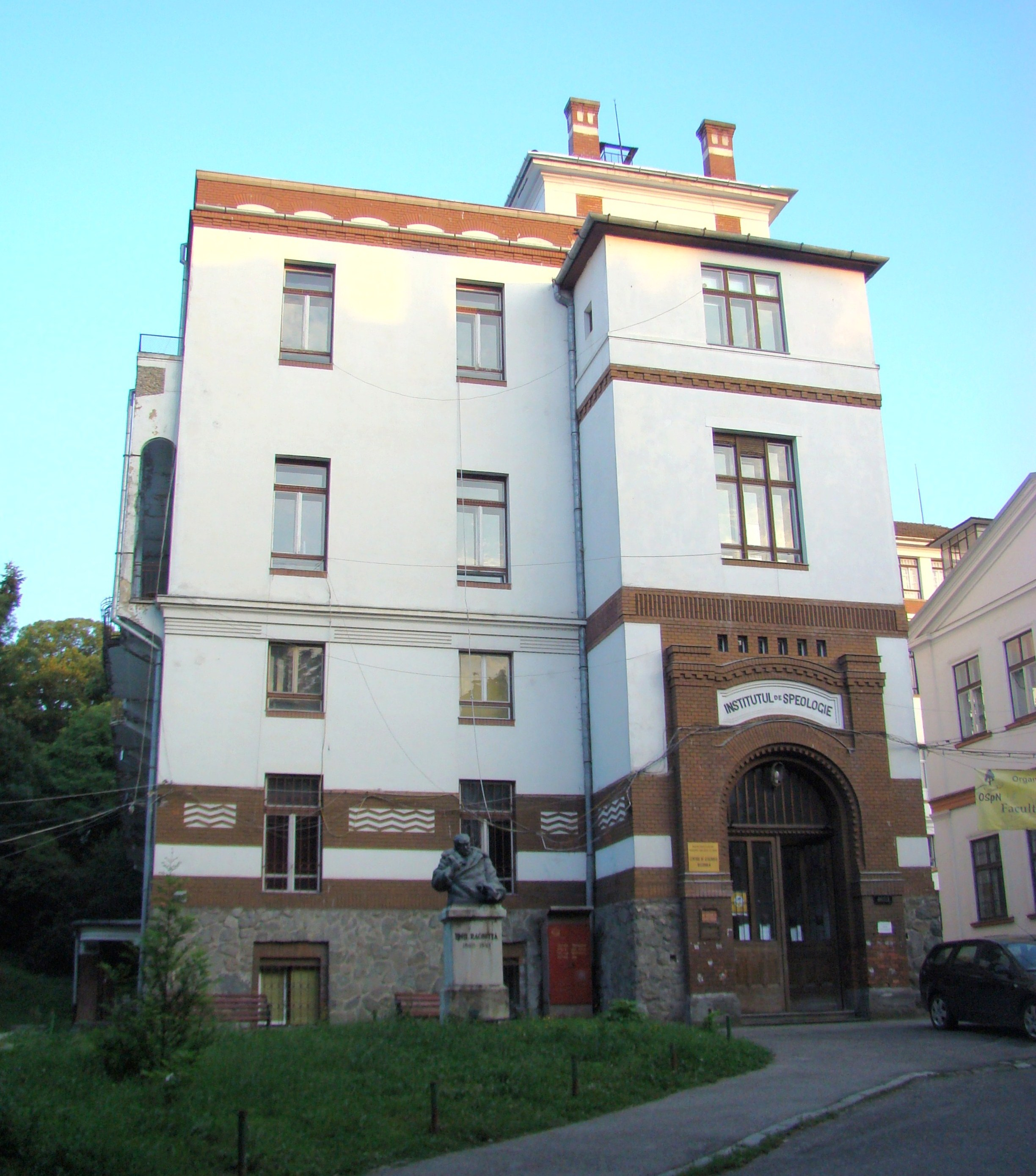
Інститут спелеології "Emil Racoviţă" Клуж-Напока
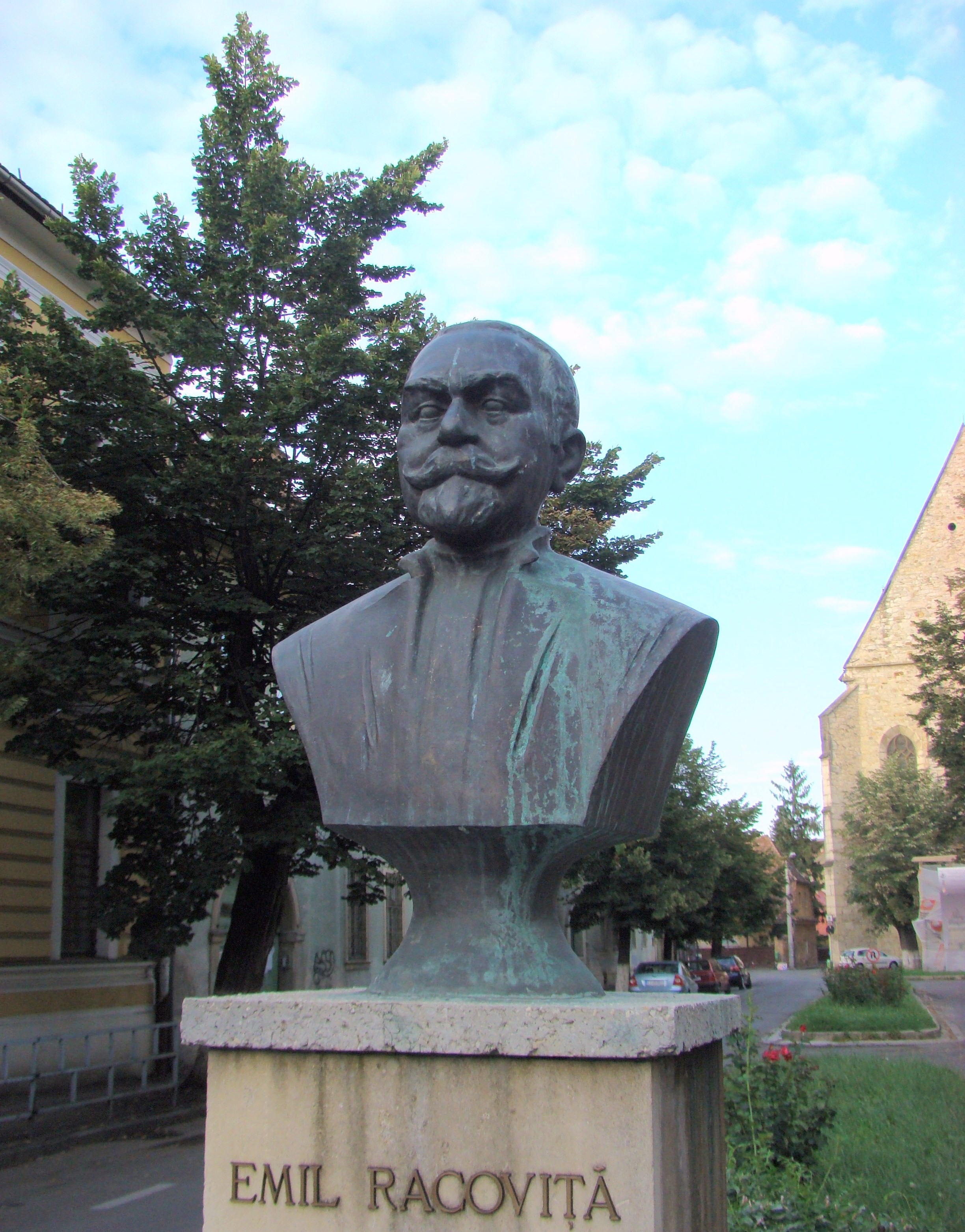
Погруддя Раковіце в Клуж-Напока
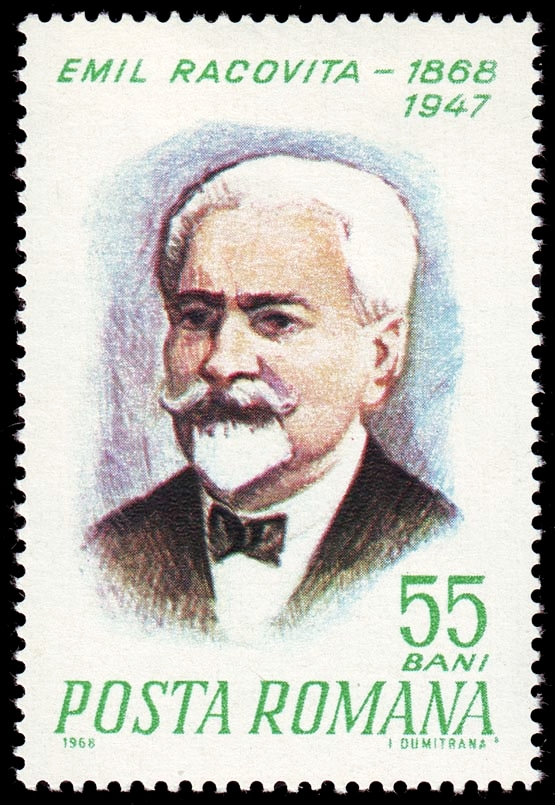
Поштова марка Румунії, присвячена 100-у з дня народження Раковіце
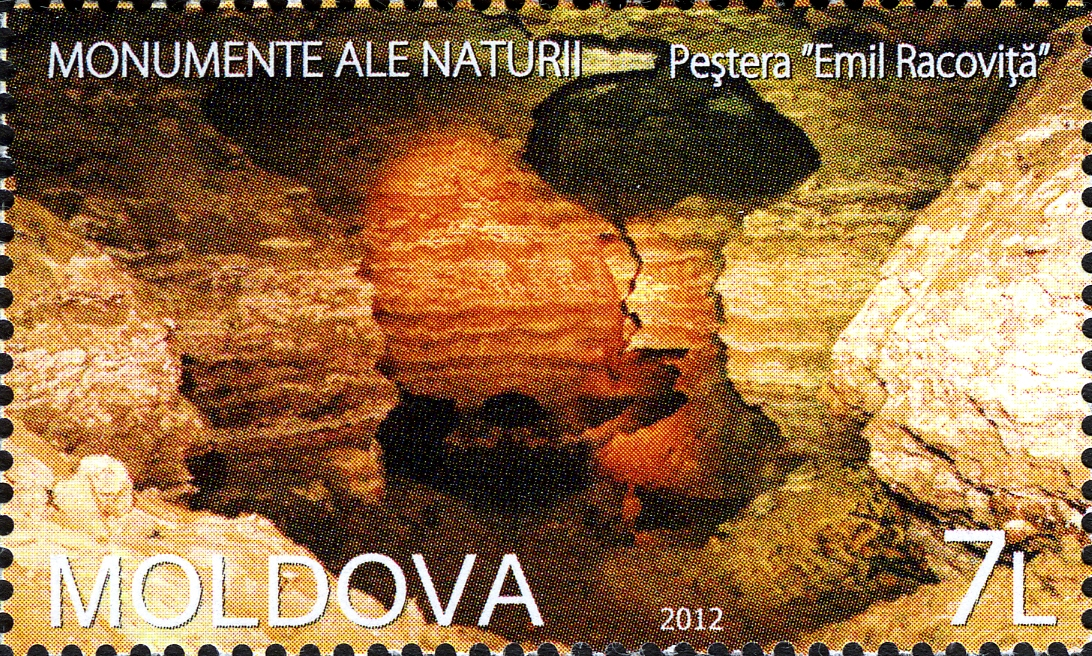
Поштова марка Молдови, із зображенням печери, що  носить ім'я Раковіце

## Пам'ять
Ім'я Еміля Раковіца присвоєно:
- першій румунській полярній дослідницькій станції і печері в Антарктиці;
- створеному ним Інституту спелеології;